# Facultad de Enfermería (Universidad de Antioquia)
La Facultad de Enfermería es una unidad académica de la Universidad de Antioquia -UdeA-, fundada en 1950, se encuentra ubicada en la ciudad de Medellín, Colombia. Se dedica al estudio, la investigación, producción y aplicación de conocimiento en enfermería para la formación integral de profesionales. La Facultad se encuentra en el bloque 30 del Área de la Salud.
Así mismo la facultad contribuye a la formación de profesionales de otras áreas en el campo de la Salud Colectiva. Esto exige una práctica social y humanística para preservar y promover la dignidad y la vida. Su esencia es el cuidado de los seres humanos, individuos y colectivos, en sus experiencias de salud, enfermedad y muerte, en todas las etapas del proceso vital. 

## Historia
El 29 de septiembre de 1950 se establece la Escuela de Enfermería adscrita a la Facultad de Medicina y administrada por las hermanas Dominicas de la Presentación. Las trabajos comenzaron el 1 de marzo de 1951 con un plan de estudios de tres años y con la meta de formar enfermeras para los cuidados básicos integrales del paciente, satisfacer los requerimientos dirigidos a conservar la vida, los cuidados espirituales, ofrecer bienestar, consuelo y ejecutar eficiente y puntualmente los procedimientos médicos establecidos. En 1967, comienza el programa Complementario de Enfermería con un año de duración, el cual pretende brindar más conocimientos garantizando la formación profesional de nivel universitario. 

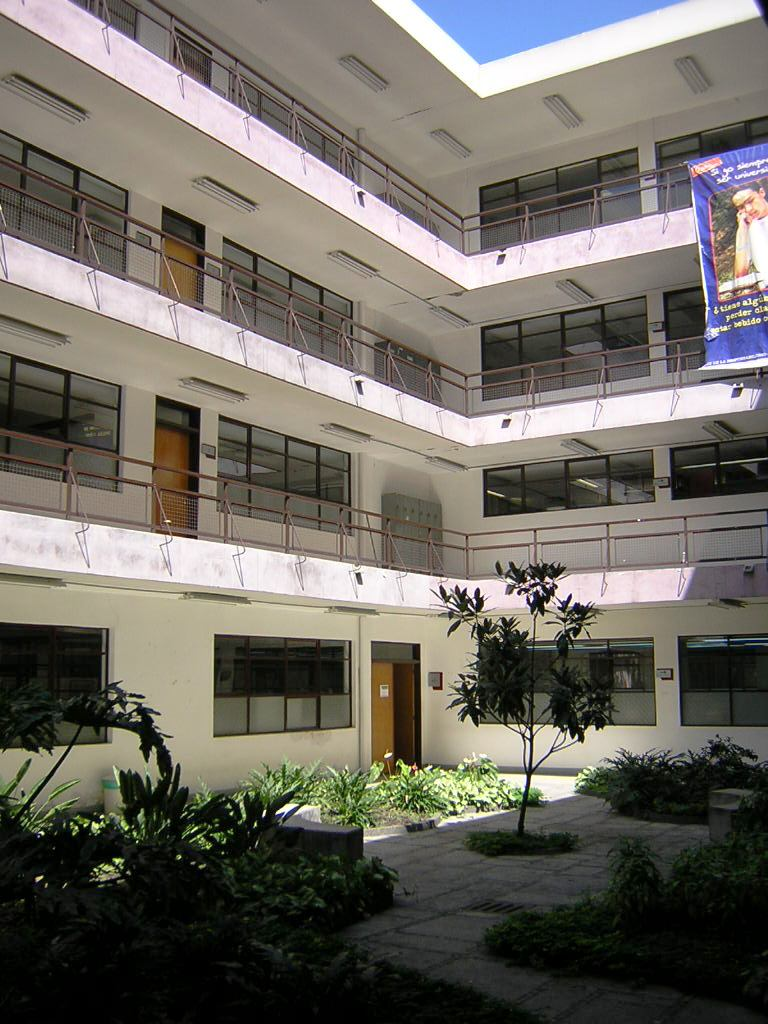
Facultad de Enfermería.

En el período comprendido entre 1971 y 1990, se generan grandes cambios en la Escuela de Enfermería: en 1975 la dirección realizada hasta el momento por las Hermanas de la Presentación pasa a personal laico y por orden del gobierno nacional, se incrementa el número de ingreso de estudiantes, el número de profesores y se ejecutan cambios y arreglos al plan de estudios. Se agrega la enseñanza de la investigación y de la salud pública, se implanta el servicio social obligatorio y se fortalece la enseñanza y la práctica de la atención primaria de salud. Además, en este periodo se integran los primeros hombres a la carrera de Enfermería. 
Los siguientes años se caracterizan por grandes cambios en la formación brindada por la Facultad: la formación que estuvo hasta entonces, centrada en el área clínica, prepara también en el área comunitaria, consiguiendo que los profesionales de enfermería se establezcan como líderes en atención de la salud en el Departamento de Antioquia. La práctica profesional se extiende a los centros de salud, a las organizaciones comunitarias, a los centros educativos, a las empresas y fortaleciendo el ejercicio independiente de la profesión. 
En septiembre de 1983 se publica el primer número de la revista Investigación y Educación en Enfermería la cual, en 1996, fue reconocida por COLCIENCIAS como una de las mejores de Colombia. En 1987 se establece el Centro de Investigación de la Facultad de Enfermería - CIFE.
En el período comprendido entre 1989 y 2003, después de autoevaluaciones hechas para analizar la eficacia del programa de Enfermería, se hacen ajustes curriculares, se da comienzo a las Reuniones Académicas de Enfermería -RAE-, que procuran servir de puente permanente entre el conocimiento acumulado en la comunidad académica de la Facultad y el medio, y se establece el Comité Interinstitucional de Enfermería de Antioquia -COINDEN-. Además, se diseñan los lineamientos para la fundación de los grupos académicos que dan origen a cinco grupos de investigación, de estos, tres, han sido reconocidos por COLCIENCIAS. Comienzan las Especializaciones en Cuidado al Adulto en Estado Crítico de Salud, Cuidado al Niño en Estado Crítico de Salud, Rehabilitación en Enfermería, Enfermería Oncológica y las maestrías en Salud Colectiva y en Enfermería. Se fortalece el programa de educación permanente para profesionales de enfermería de la ciudad de Medellín y de las diferentes regiones del departamento, se logra la Acreditación por cinco años del programa de pregrado en Enfermería y comienzan dos modalidades de ingreso al pregrado, la formación profesional dirigida a auxiliares de Enfermería y el segundo ciclo de formación para técnicas profesionales y tecnólogas en enfermería.

## Gobierno
La Facultad está administrada por un decano, quien representa al rector en la Facultad y es designado por el Consejo Superior Universitario para períodos de tres años. Existe un Consejo decisorio en lo académico y asesor en los demás asuntos. Está integrado así: el Decano, quien preside, El Vicedecano, quien actúa como Secretario con voz y sin voto, el Jefe del Centro de Extensión, el Coordinador de Bienestar (estos dos últimos en calidad de invitados, con voz sin voto),los tres jefes de Departamento (Formación Básica, Profesional y Posgrados), un egresado graduado designado por las asociaciones de egresados y que no esté vinculado laboralmente con la Universidad para un período de dos años, un profesor elegido por los profesores de la Facultad en votación universal, directa y secreta para un período de un año y un estudiante elegido por los estudiantes de la misma en votación universal, directa y secreta para un período de un año. El elegido puede cumplir los requisitos del representante estudiantil ante el Consejo Superior.

## Programas
Pregrado
- Enfermería.

Posgrado
- Especialización en Enfermería en Cuidado al Adulto en Estado Crítico de Salud.
- Especialización en Enfermería en Cuidado al Niño en Estado Crítico de Salud.
- Especialización en Enfermería Maternoperinatal.
- Maestría en Enfermería.
- Maestría en Salud Colectiva.
- Doctorado en Enfermería.